# V produ
Mokrišče V produ blizu naselja Rdeče Blato pri Kašlju je mokrišče ob dveh mrtvicah Ljubljanice. Je dom več redkih živalskih in rastlinskih vrst, predvsem dvoživk. 
Zavod RS za varstvo narave je 1999 o mokrišču izdal zgibanko.